# مئير بار آشر

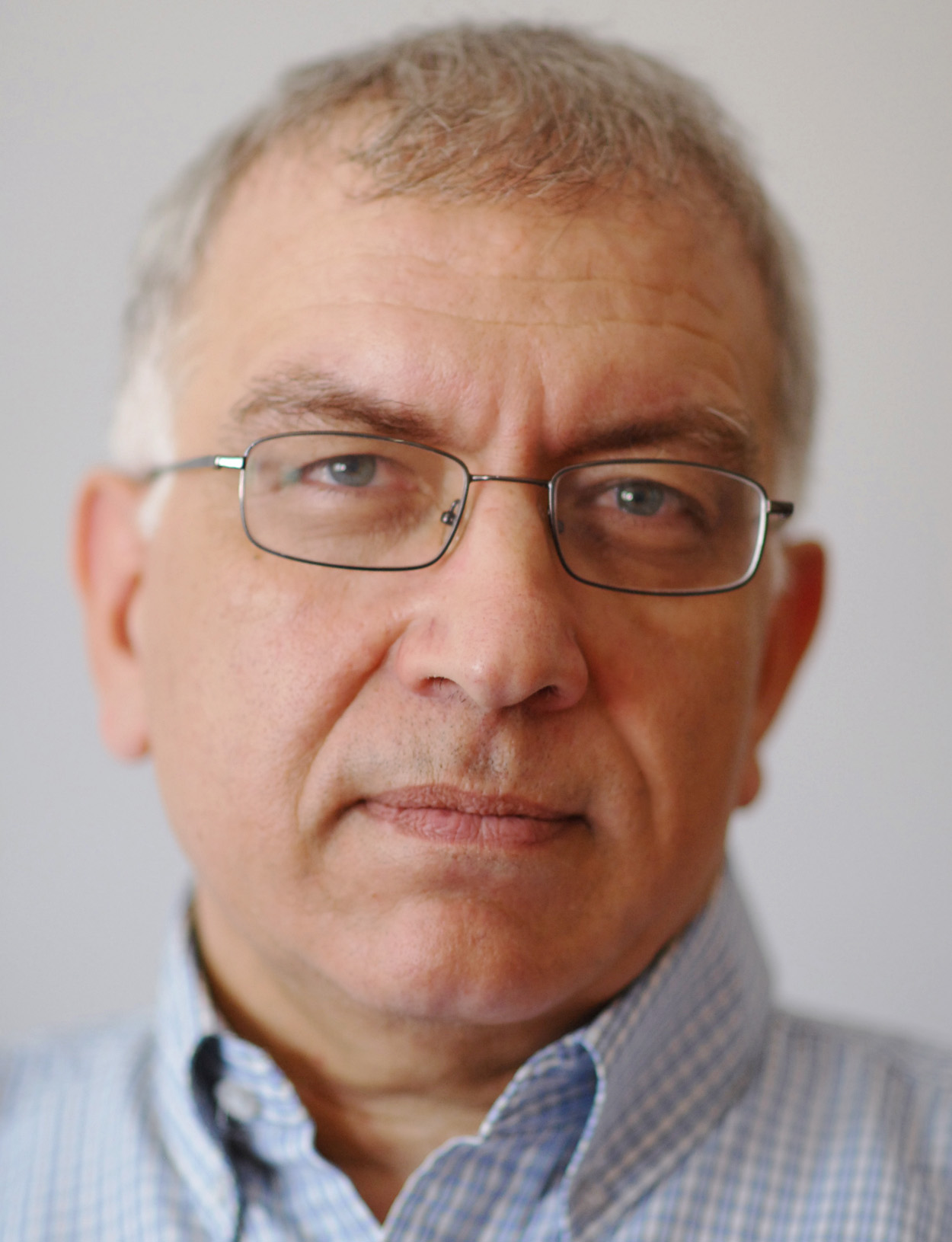
مئير بار آشر، 2010

مئير ميخائيل بار آشر (بن هروش في الأصل) (بالعِبْرِيَّة: מאיר מיכאל בר-אשר) (المولود عام 1955) هو أستاذ مشارك في قسم اللغة العربية في الجامعة العبرية في القدس، أشغل منصب رئيس معهد الدراسات الآسيوية والإفريقية، ومنصب رئيس قسم اللغة العربية وآدابها في الجامعة العبرية في القدس. يتولّى حاليًّا كرسيّ الدراسات الإسلامية على اسم ماكس شليزنجر في نفس الجامعة.

## حياته
ولد مئير بار آشر في مدينة الراشيدية (هي قصر السوق سابقًا) في ولاية تافيلالت («مرج التّمور») الواقعة في الجنوب الشرقيّ للمغرب، ووالداه هما سارة وأبراهام بن هروش. اعتاش والده الذي كان حاخامًا يهوديًّا من نسخ التوراة، وهو تلميذ الرّابي إسرائيل أبو حصيرة (الملقَّب: بابا سالي). وصل مئير إلى إسرائيل مع عائلته ولمّا يبلُغ بعد تسعة أشهر. وكان يتحدّث منذ صغره بالعربيَّة المغربيَّة (لهجة يهود منطقة تافيلالت). ترعرع مئير في القدس، وتعلَّم في المدرسة الابتدائيَّة «يسودي هتوراة»، وأتمّ دراسته الثّانويَّة في المدرسة الثّانويَّة الدّينيَّة على اسم ف. هيملفارب في القدس في القسم الأدبي. وفي مرحلة دراسته الثّانويَّة تعلَّم اللغة العربية بشكلٍ ذاتيّ (أيّ درسها على نفسه).
تعلّم مئير جميع مراحل دراسته الجامعيَّة بدءًا من اللَّقب الأوَّل (البكالوريوس) وحتّى الدّكتوراة في الجامعة العبرية في القدس. أنهى دراسته للّقب الأوَّل عام 1978 في قسم اللغة العربية وآدابها، وفي قسم الفلسفة والتصوف اليهوديّ (القبالة). أمّا دراسته للّقب الجامعيّ الثّاني (الماجستير) فقد أتمّها في قسم اللغة العربية وآدابها. وكتب أطروحته بإشراف البروفسور شلومو بينس، وعنوانها: «دراسات في فلسفة الأخلاق عند أبي بكر الرازي». سافر بعد أن أتمَّ دراسته للَّقب الثّاني إلى باريس، وقضى عامًا دراسيًّا واحدًا (1982-1983) في جامعة السوربون الفرع الثّالث، وفي المدرسة التطبيقية للدراسات العليا (باريس) (École Pratique des Hautes-Études). كتب أطروحة الدّكتوراة بإشراف بروفيسور إيتان كولبرغ وعنوانها: «قضايا في التفسير الشّيعيّ الإماميَّ المبكِّر للقرآن (من القرن الثّالث إلى الرّابع الهجري/ التّاسع-العاشر الميلادي». وقد صودِق على الأطروحة عام 1991، وحصل فيها على مرتبة الشرف الأولى. أشغل مئير بار آشر منصب سكرتير الجمعية الإسرائيلية للدراسات الشرقية بين السّنوات 1982-1983، كما عمل معيدًا في قسم اللغة العربية وآدابها في الجامعة العبرية في القدس بين الأعوام 1983-1992. عُيِّن عام 1992 محاضرًا في الجامعة. وأصبح رئيسًا لقسم اللغة العربية بين الأعوام 2000-2003، ثمّ تولّى بين العامين 2004-2006 رئاسة معهد الدراسات الآسيوية والإفريقية في الجامعة العبرية. في عام 2003 تمّت ترقيته إلى درجة أستاذ (بروفيسور) مشارك، وانتخب عام 2007 رئيسًا لكرسيّ الدراسات الإسلامية على اسم ماكس شليزنجر. حصل عام 2007 على جائزة ميخائيل ميلكين لحصوله على أفضل محاضر مدَّة ثلاث سنوات على التّوالي. قضى أجازات تفرُّغ في جامعة أوكسفورد. ترأس منذ شهر أيلول عام 2002 وحتّى شهر آذار عام 2003 (بمشاركة البروفيسور إيتان كولبرغ) طاقم بحث في معهد الدراسات العليا التابع للجامعة العبرية. تناول هذا الطّاقم بالبحث «التّمايُز والانغلاق مقابل الانفتاح والعالميَّة في الإسلام الشّيعيّ» (Exclusivity and Universality in Shi`i Islam). وكانت هذه هي المرَّة الأولى التي اجتمع فيها طاقم من الباحثين الدّوليّين للعمل المشترك في مجال دراسات الشيعة، لمدَّة طويلة تزيد على نصف عام. اختير في تشرين الأوَّل عام 2008 مرَّة ثانية رئيسًا لقسم اللغة العربية في الجامعة العبرية في القدس، فأشغل هذا المنصب حتّى عام 2010. ترأس منذ مطلع شهر أيلول عام 2010 وحتّى آذار عام 2011 بمشاركة البروفيسور مردخاي كوهين (باحث المقرا من المدرسة الدينيَّة يونفيرسيتي في نيويورك) مجموعة من الباحثين في معهد الدراسات العليا التابع للجامعة العبرية، وكان موضوع البحث الذي تركَّز فيه عمل هذه المجموعة هو: «تلاقي الكتب المقدّسة في الحضارات ذات الوشائج المشتركة: طرائق التّفسير القديمة في الدّيانات: اليهودية، والمسيحية، والإسلام، وآثارها في العهود الحديثة»Encountering Scripture in Overlapping Cultures : Early Jewish) Christian and Muslim Strategies of Reading and Their Contemporary Implications)
بالإضافة إلى عمله في الجامعة أشغل مئير بار آشر منصب رئيس معهد إسحق بن تسفي لدراسة الجاليات اليهودية في الشرق بين الأعوام 1994-1997. وعمل لمدَّة خمس سنوات (1998-2003) رئيسًا للتحرير في مجلّة: «سفونوت: حوليَّة لدراسة الجاليات اليهوديَّة في الشَّرق»، التي يُصدرها معهد إسحق بن تسفي. وفي عام 2024 انتُخب عضوا في أكاديمية إسرائيل للعلوم والإنسانيات.
يشغل أخوه، البروفيسور موشيه بار آشر منصب رئيس مجمع اللغة العبرية في إسرائيل، وله شقيق آخر هو الدّكتور شالوم بار آشر، المختصّ في تاريخ اليهود في دول المغرب العربي.

## أبحاثُه

### مجالات بحثه واختصاصه
مجالات اختصاصه
	تفسير القرآن
	2.3 الدِّيانة العلويَّة - النُّصيريَّة: دراسة عقائدها
	2.4 وشائج بين الشيعة والدّيانة اليهودية
	2.5 الدراسات المغربيَّة
	2.6 أبحاثه الرّاهنة
	3 مؤلّفاته
	4 كتب قام بتحريرها أو ترجمتها
	5 مقالات مختارة
	5.1 بالعبريَّة
	5.2 بلغاتٍ أخرى
	6 هوامش

### تفسيرالقرآن
ألَّف بار آشر في هذا المجال كتابه: «النصّ المقدّس والتّفسير عند الشيعة الإمامية القديمة»(Scripture and Exegesis in Early Imami Shi`ism). هذا الكتاب هو صيغة معدَّلة، ومنقَّحة من أطروحة الدّكتوراة التي انجزها تحت إشراف إيتان كولبرغ. يتناول الكتاب تفسير القرآن عند الشيعة الإمامية الإثني عشريَّة. يُشكّل القرآن جوهر الخلاف بين الشيعة والسُّنّة، ومن بين الاتّهامات البارزة التي وجّهها الإسلام الشّيعي ضدّ الإسلام السُّنّي تحتل حيزاً كبيراً تهمة تزييف السنة للقرآن بسبب دوافع سياسية. يستعرض الكتاب الجدل بين الفريقين حول النصّ المؤسس للديانة الإسلامية، وهو جدل موغل في القدم، يعود على ما يبدو إلى العهود الأولى للإسلام.يُحاول بار آشر أن يكشف في كتابه هذا عن الآليّات التي استخدمها الشيعة في تفسير النصّ القرآنيّ من أجل إبراز، وتوطيد آرائهم السياسية، والدينية، ومن أجل تثبيت مفاهيمها التي تميّزها عن السّنّة، ومن أجل تحقيق هذه الغاية اتّجه الشيعة نحو التفسير الرّمزي (التّأويل)، والحسابيّ، للقرآن.
يصف بار آشر، ويحلل طرائق التفسير التي حاول الشيعة بواسطتها أن يوطدوا في النص القرآني آراءهم وعقائدهم الخاصة. على سبيل المثال: بما أنَّ الشيعة تذهب إلى أنّ الحكم على الأمة الإسلامية كان ينبغي أن يكون من نصيب ذرية محمد النبي، أي: الشيعة، فقد حاولوا تفسير آيات عديدة من القرآن على انّها تنصّ على هذا المبدأ. ومن هذا الوجه أيضاً فإن الشيعة ترى في بعض الشخصيات الإسلامية أنها على خطأ كبير لأنّهم اغتصبوا الحكم من علي بن أبي طالب (زوج ابنة النبي، وابن عمه، الذي خرجت من تحت عباءته كل الفرق الشيعية) ومن نسله، فهم يفسرون آيات قرآنية عديدة على أنّها إشارات إلى هذه الشخصيات، وأخطائها العظيمة التي ارتكبتها.
كما كتب بار آشر في مجال القرآن، وتفسيره موادّ في دائرة معارف القرآن، وفي معجم القرآن بالفرنسية  ومن جملة المواد التي كتبها في هذا المعجم: المقرا، العهد الجديد (الإنجيل) كما تحدث عنها القرآن، جبرائيل، شاؤول، مريم، شعيب (المذكور على أنه: يترو التوراتي)، البقرة الحمراء، قايين وهابيل.

### الديانةالنصيرية-العلوية: دراسة عقائدها، وشعرها الدينيّ
وضع بار آشر هذا الكتاب (The Nusayri-`Alawi Religion: An Enquiry into its Theology and Liturgy) الذي صدر عن دار النشر بريل، في ليدن عام 2002، بمشاركة بروفسور أرييه كوفسكي المختصّ بالديانة المسيحية، من قسم دراسات الديار المقدّسة في جامعة حيفا. قرابة أكثر من عقدين والباحثان يعكفان على دراسة الديانة النصيرية-العلوية، ديانة أبناء الطائفة العلوية التي تتولّى الحكم في سوريا منذ سبعينات القرن العشرين. هذه الفرقة التي انبثقت عن الشيعة، وتحوّلت إلى ديانة مستقلة، تُعتبر من الفرق الشيعيّة الغالية من حيث آرائها، ومعتقداتها الدينيّة، ولهذا فهي تُصنّف مع فرق الغلاة، وهي التسمية التي يطلقها الشيعة، والسنة على بعض الفرق الباطنية. يتجلّى غلو هذه الفرق في اعتبارها علياً تجلياً إلهياً، وفي تعطيلها للفرائض، أي إبطال أهميّة الفرائض، وعدم الحاجة إلى إقامتها. يعالج هذا الكتاب، الذي نُشِرَت بعض فصوله من قبل كمقالات في مجلاّت الاستشراق المحكمة، قضايا مختلفة تتعلّق بالعقائد النّصيريَّة، مثل: عقيدة التثليث (المتأثرة بالديانة المسيحية)، الفيوضات المنبثقة عن الذات الإلهية، إبطال الفرائض، وغير ذلك. إنَّ إحدى النواحي التي تمتاز بها الديانة النصيرية، والتي حظيت بدراسة واسعة في هذا الكتاب هي قضية «التوليف» (=أي المزج بين عناصر دينية مستقاة من ديانات مختلفة). تحتوي الديانة النصيرية، إلى جانب العناصر الدينية الإسلامية الواضحة المأخوذة عن الإسلام السني، والشيعي، على عناصر مسيحية، وعناصر من الديانات الإيرانية، بالإضافة إلى عناصر وثنية. اشتمل الكتاب أيضاً على طبعة علمية محققة لمخطوطة نصيرية عنوانها: «تعليم ديانة النصيرية»، وهو مؤلف لتعليم أسس العقيدة، مؤلّف من أسئلة وإجابات حول أسرار العقيدة، ويشبه في الأسلوب كتب تعليم العقيدة المسيحية، ويبدو أن مؤلف هذا المخطوط قد تأثر بمؤلفات مسيحية، أو أنه كان على اطلاع عليها. تُغطي الـ: 101 سؤال التي يتكوّن منها الكتاب كل الجوانب المركزية للعقيدة النصيرية.
أتمّ بار آشر مؤخّراً العمل على كتاب آخر يشمل طبعة علمية محقّقة للكتاب النصيري: «كتاب المعارف»، وهو مؤلف يعود إلى القرن الحادي عشر الميلادي، من تأليف أبو سعيد ميمون بن القاسم الطبراني، أحد علماء الكلام المهمّين للديانة النصيرية في العصور الوسطى. تشمل هذه الطبعة النصّ العربي مقابلاً على مخطوطين (الأوَّل مخطوط جامعة هامبورغ، والثّاني مخطوط مكتبة السليمانية في إستانبول) ومقدمة مستفيضة، من المزمع أن يصدر هذا الكتاب قريباً تحت عنوان: Kitab al-Ma'arif by Abu Sa'id Maymun B. Qasim al-Tabarani: Critical edition with an introduction,(Louvain: Peeters, 2011), 195 pp.

### الشيعةواليهوديّة
وضع بار آشر مقالة تناولت موقف الشيعة من اليهودية، ومكانة اليهود، واليهودية عند الشيعة. أوضح بار آشر أنَّ الشيعة (وبشكلٍ خاصّ الإثناعشرية أو الإمامية) فإلى جانب حقيقة اعتبارها اليهود نجساً، وتشددها في قضية لمسهم أكثر من الإسلام السني، هناك جانب آخر إذ رأت في اليهود (وعلى وجه الدّقة: بنو إسرائيل القدماء) أنماطاً أولى من الشيعة. في المصادر الشيعية ثمة أقوال كثيرة تعبر عن فكرة أن الشيعة يرون في أنفسهم ورثة بني إسرائيل. تقول بعض الروايات أن فضيلة ذكرها القرآن فالمقصود بها بني إسرائيل، وكل نقيصة إنّما هي منسوبة لأعدائهم. فحص بار آشر هذه الروايات وحاول أن يقدم تفسيراً لهذا المعتقد الشيعي المتميز. يرى بار آشر أن بني إسرائيل في الشّتات، ولا سيّما في شتات مصر، كانوا يمثلون بالنسبة للشيعة أنموذجاً لأقلية مضطهدة، تعاني خسف مستعبديها، ولكنها في نهاية المطاف خرجت من الشتات إلى الخلاص، وانتصرت على أعدائها، ونالت حريّتها الدينية، والسياسية. شكل هذا المثال مصدراً للأمل، والثّبات عند الشيعة التي كانت طوال تاريخها أقلية مضطهدة من الغالبية السنيّة، وكما كانت نهاية بني إسرائيل في مصر جيدة، كذلك الشيعة يؤمنون بأن نهايتهم ستكون مماثلة.

### دراساتالمغرب العربي
كتب بار آشر مقالة عن معاملة الإسلام المغربيّ لليهود:

كما كتب مقالة عن العناصر الإسلامية في أسس اللهجة اليهودية المغربية، بعنوان: «رواسب إسلامية في لهجة يهود المغرب»، صدر ضمن: شعاري لشون: دراسات في اللغة العبرية، والآرامية، ولهجات اليهود، مهداة لموشيه بار آشر، الكتاب التكريمي للبروفسور موشيه بار آشر، تحرير: أهرون ممان، شموئيل فسبرغ، ويوحنان برويار، أورشليم، 2007، المجلد الثالث، ص. 278-293.

تستعرض المقالة عشرات التعابير، والتعابير الاصطلاحية الإسلامية التي استعملها اليهود خلال تعاملهم مع جيرانهم المسلمين، أو بينهم وبين أنفسهم، بالإضافة إلى تعابير أخرى خاصّة استخدمها اليهود فقط في تعاملهم مع المسلمين. إن فحص هذه التعابير، والملابسات التي استخدمت فيها تثبت بما لا يدع مجالاً للشك أن التداخل بين الحضارتين اليهودية، والإسلامية كان محدوداً جدّاً. مرد ذلك إلى عدة عوامل، منها التوجس، والخوف الذي شعر به اليهود نحو البيئة الغريبة المسلمة، ومنها حاجز اللغة، والإلمام القليل باللغة العربية الفصحى التي سدت أمامهم إمكانيات التعرف بعمق على ديانة، وثقافة جيرانهم المسلمين.

### أبحاثه الرّاهنة
يعكف بار آشر اليوم على دراسة مكانة القرآن وتفسيره عند الفرق الشيعية غير الإمامية. يسعى هذا البحث لأن يكون لبنة إضافية على كتابه السّابق الذي كان مكرّساً بأكمله لدراسة تفسير القرآن عند الشيعة الإمامية. يتناول البحث أيضاً موقف الفرق الباطنية، مثل: النصيرية، والدروز، من القرآن، وآليات تفسيره. مشروع آخر يعمل عليه بار آشر، بالتعاوُن مع زميله د. فريتز تسيمرمان من جامعة أكسفورد، هو تحقيق طبعة نقدية لكتاب: الشكوك على جالينوس للطبيب الفيلسوف أبى بكر الرازي، الذي عاش في أواخر القرن التاسع، وأوائل القرن العاشر الميلادي. على الرغم من أنّ الرازي قد وضع عشرات المؤلفات الفلسفية، والعلمية، إلا أن معظم هذه المؤلفات (باستثناء العلمية منها) لم تصلنا. الكتاب الحالي هو أحد الكتب القليلة التي وضعها الرازي في مجال الفلسفة ووصلت إلينا، وهنا تكمن الأهمية الكبرى في تحقيقه، ونشره.

## مؤلفاته
- Scripture and Exegesis in Early Imami Shiism, Jerusalem and Leiden 1999.
- Bar-Asher Meir M. and Kofsky Aryeh, The Nusayri-Alawi Religion: An Enquiry into its Theology and Liturgy, Leiden 2002.
- Bar-Asher Meir M. and Kofsky Aryeh, Kitab al-Ma'arif by Abu Sa'id Maymun b. Qasim al-Tabarani, Critical edition with an Introduction (Louvain: Peeters, 2011), 195 pp (forthcoming).

## كتب من ترجمته أو تحريره
- سفونوت، حوليَّة لدراسة الجاليات اليهودية في بلدان الشّرق. صدر عن دار النّشر التّابعة لمعهد إسحق بن تسفي لدراسة الجاليات اليهودية في بلدان الشرق، المجلّد 22 (1999)، وتلاه المجلّد 23 (2003).
- الحشاشون، فرقة من فرق الغلاة في الإسلام، تأليف برنارد لويس، ترجمه عن الإنجليزيَّة: موشيه إيلان، تحرير، ومراجعة علميَّة: مئير بار آشر، أورشليم: دار النّشر على اسم ي. ل. ماجنس، 2000.
- مايكل كوك، القرآن: مدخل موجز، ترجمه عن الإنجليزيَّة: مئير بار آشر، ونوريت صفرير، تل أبيب،2006.
- «القَولُ المسدَّد»: أبحاث في تفسير المقرا، والقرآن في العصور الوسطى مهداة إلى حجاي بن شماي، تحرير: مئير بار آشر، وسايمون هوبكنز، سارة سطرومزة، وبرونو كيازة، أورشليم، 2007.

- Le Shi'isme Imamite Quarante Ans Apres - Hommage a Etan Kohlberg, sous le direction de Mohammad Ali Amir-Moezzi, Meir M. Bar-Asher, Simon Hopkins, Paris 2009.

## مقالات مختارة

### بالعبريَّة
- "על היסודות הנוצריים של הדת הנוציירית-עלווית", בתוך: האסלאם ועולמות השזורים בו, קובץ מאמרים לזכרה של חוה לצרוס-יפה, בעריכת נ' אילן, ירושלים תשס"ב-2002, עמ' 114-89.

- «عن العناصر المسيحية في الديانة النصيرية - العلوية»، ضمن: الإسلام والعوالم المنثورة في ثناياه: مجموعة مقالات لذكرى المرحومة حوا لاتسروس يافة، تحرير: ناحم إيلان، أورشليم، 2002، ص. 89 - 114.
- "על מקום היהודים והיהדות בספרות הדתית של השיעה הקדומה", פעמים, 61, תשנ"ה-1995, עמ' 361-16.

- «حول مكانة اليهود، والديانة اليهودية في النصوص الشيعية الدينية القديمة»، مجلة: بعاميم، عدد 61 (1995)، ص. 316 - 361.
- "קווי יסוד של פרשנות הקוראן האסמאעילית-הפאטמית הקדומה", בתוך: דבר דבור על אופניו: מחקרים בפרשנות המקרא והקוראן בימי הביניים מוגשים לחגי בן-שמאי, בעריכת מאיר מ' בר-אשר, סימון הופקינס, שרה סטרומזה וברונו קיאזה, ירושלים תשס"ז-2007, עמ' 333-303.

- «لمحة عامّة عن تفسير القرآن لدى الإسماعيلية - الفاطمية القديمة»، ضمن: «القَولُ المُسدَّد»: دراسات في تفسير المقرا، والقرآن في العصور الوسطى مهداة إلى حجاي بن شماي، تحرير: مئير بار آشر، سايمون هوبكنز، سارة سطرومزة، وبرونو كيازة، أورشليم، 2007، ص. 303 - 333.

### بلغات أخرى
- "Quelques aspects de l'éthique d'Abu Bakr al-Razi et ses origines dans l'oeuvre de Galien", Studia Islamica, vol. 69 (1989), pp. 5–38 (première partie); vol. 70 (1989), pp. 119–147 (seconde partie).
- "Deux traditions hétérodoxes dans les anciens commentaires imamites du Coran", Arabica 37 (1990), pp. 291–314.
- "Variant readings and additions of the Imami-Shi'a to the Quran", Israel Oriental Studiesת 13 (1993), pp. 39–74.
- "The Qur'an commentary ascribed to the Imam Hasan al-'Askari", Jerusalem Studies in Arabic and Islam, 24 (2000), pp. 358–379.
- "Dogma and ritual in Kitab al-ma'arif by the Nusayri theologian Abu Sa'id Maymun b. al-Qasim al-Tabarani (d. 426/1034-35), Arabica, 52 (2005), pp. 43-65. (with Aryeh Kofsky)
- "The Iranian component of the Nusayri religion", Iran, 41 (2003), pp. 217–227.
- "Vestiges islamiques dans le parler judéo-arabe du Maroc", المجلة الآسيوية، 292 (2004), pp. 361–380.